# Заслужений артист Казахської РСР
Заслужений артист Казахської РСР — почесне звання, присвоювалося Президією Верховної Ради  Казахської РСР і було однією з форм визнання державою і суспільством заслуг громадян, що відзначилися. Засновано 10 серпня 1931а.
Присвоювалося видатним діячам мистецтва, що особливо відзначилися у справі розвитку театру, музики, кіно, цирку, режисерам, композиторам, диригентам, концертмейстерам, художнім керівникам музичних, хорових, танцювальних та інших колективів, іншим творчим працівникам, музикантам-виконавцям розвитку мистецтва.
Наступним ступенем визнання було присвоєння звання «Народний артист Казахської РСР, потім «Народний артист СРСР.
Починаючи з 1919 і до указу 1931 присвоювалося звання «Заслужений артист Республіки». Присвоювалося воно колегіями Наркомосу республік, наказами наркомів освіти, виконкомами обласних та крайових рад.
Першим нагородженим у 1934 році була Куляш Байсеїтова — оперна співачка. Останнім нагородженим цим почесним званням у 1985 році була Нагіма Єскалієва — естрадна співачка.
З розпадом Радянського Союзу у Казахстані звання «Заслужений артист Казахської РСР» було замінено званням «Заслужений артист Казахстану», при цьому враховуючи заслуги громадян Республіки Казахстан, нагороджених державними нагородами колишніх СРСР та Казахської РСР, за ними збереглися права та обов'язки, передбачені законодавством колишніх РСР та Казах про нагороди.